# Louis Marie Florent du Châtelet
Louis Marie Florent du Châtelet, celým jménem Louis Marie Florent de Lomont d'Haraucourt, vévoda du Châtelet (20. listopadu 1727 Semur-en-Auxois – 13. prosince 1793 Paříž) byl generálporučík a diplomat ve francouzských službách. Pocházel z rodu Châtelet, mladší linie rodu Chasteler.

## Životopis
Louis Marie Florent de Lomont byl synem Florenta Clauda, markýze du Châtelet a Émilie du Châtelet, přítelkyně Voltaira. V roce 1740 přijal titul markýze du Châtelet. Později si říkal hrabě de Lomont nebo hrabě du Châtelet-Lomont. Od roku 1770 také nesl titul vévoda du Châtelet.
Dne 24. dubna 1752 se oženil s Diane Adélaïde de Rochechouart (1732–1794), dcerou Françoise Charlese de Rochechouarta, markýze de Faudoas. Toto manželství spojilo dva z významných rodů ve Francii. Jejich svatby ve Versailles se zúčastnil i král Ludvík XV. a královna.
Markýz du Châtelet byl plukovníkem regimentu de Quercy a komorníkem bývalého polského krále Stanislava I., tchána Ludvíka XV. a nověji vévody z Lotrinska a Bar. (Nejednalo se však o dědičný titul.) Châtelet zůstal v Lunéville, kde jeho matka zemřela před několika lety, a kde bývalý polský král udržoval velký dvůr. V roce 1754 se stal plukovníkem regimentu de Navarre, dne 9. srpna 1754 byl povýšen na brigádního generála v regimentu krále (Régiment du Roi) a v roce 1767 na podplukovníka. Jako guvernér Semur-en-Auxois a Toul byl povýšen na maréchal de camp a dekorován velkokřížem Řádu sv. Ludvíka.
Po smrti svého otce v roce 1765 zdědil zámek Cirey.
V roce 1761 jej Ludvík XV. jmenoval velvyslancem u vídeňského dvora, kde v té době vládl František I. Štěpán. Châtelet nahradil předchozího velvyslance Césara Gabriela de Choiseul-Praslin, který byl jmenován ministrem zahraničí.
Po smrti Stanislava I. Leszczyńského v roce 1766 připadlo vévodství, kterému předtím vládl, Francii. Poté Châtelet neviděl důvod zůstat v Lunéville a přestěhoval se do Cirey-sur-Blaise. V roce 1768 byl jmenován francouzským velvyslancem u londýnského dvora a v roce 1770 obdržel nedědičný titul vévody.
V roce 1787 Ludvík XVI. svolal provinční sněmy, aby schválil finanční a hospodářské reformy. Vévoda du Châtelet byl králem jmenován předsedou provinčního shromáždění Île-de-France. Tento orgán se poprvé sešel 11. července 1787 v Melunu. Vévoda du Châtelet přednesl na tomto setkání úvodní řeč.
V roce 1789, po svolání generálních stavů, došlo v zemi k rostoucím nepokojům, které zasáhly i regiment Gardes-Françaises, jejichž jedním z velitelů byl v té době vévoda du Châtelet. V obavě, že myšlenky šířené agitátory budou v rozporu s duchem disciplíny jednotek, byl vojákům vydán zákaz shromažďování. Na začátku července 1789 měli být ti z pluku Gardes-Françaises, kteří se odmítli vrátit do kasáren, převezeni do vojenské věznice Abbaye. Obyvatelé ve snaze zabránit návratu vojáků, kasárna zničilo.
Dne 12. července byl nepopulární Châtelet rozpoznán davem v Paříži a byly činěny pokusy ho zajmout. Utekl do vojenské budovy na Rue Chaussée d'Antin, kde ho ochránil kapitán Barbet.
To nakonec nezabránilo vévodově zatčení během Hrůzovlády. Dne 13. prosince 1793 byl vévoda du Châtelet popraven gilotinou na Place de la Révolution v Paříži. Jeho manželka byla popravena o několik měsíců později v dubnu 1794.

## Potomci
Louis Marie Florent du Châtelet měl neteř Diane-Adélaïde de Damas, dceru Jacquese-Françoise de Damas a Zéphirine-Félicité de Rochechouart, sestru vévodkyně z Châtelet.
Ta se v roce 1777 provdala za Charlese-Françoise de Simiane, francouzského důstojníka, který zemřel nebo padl v roce 1784. Vzhledem k tomu, že její rodiče také zemřeli, Châteletovi pečovali o mladou vdovu jako by byla jejich vlastní dcerou.